# Alfre Woodardová
Alfre Ette Woodardová ( /ˈwʊdɑːrd/; * 8. listopadu 1952 Tulsa, Oklahoma, USA) je americká herečka a politická aktivistka. Za svoji kariéru získala čtyři ceny Emmy, jeden Zlatý glóbus a tři ceny Screen Actors Guild.

## Život
Vystudovala drama na Boston University, na filmovém plátně se poprvé objevila v roce 1978 ve snímku Pamatuj si mé jméno. V roce 1984 byla nominovaná na Oscara pro nejlepší herečku ve vedlejší roli za postavu Geechee ve filmu Cross Creek. Téhož roku také získala svoji první Cenu Emmy (v kategorii Nejlepší herečka ve vedlejší roli v dramatickém seriálu) za roli v seriálu Hill Street Blues. Celkově byla nominována na 17 Emmy, stala se držitelkou dalších tří: 1987 za Právo v Los Angeles, 1997 za Miss Evers' Boys a 2003 za Advokáty (The Practice). Roku 1998 obdržela také Zlatý glóbus pro nejlepší herečku v minisérii nebo televizním filmu za roli v Miss Evers' Boys. V 90. letech 20. století hrála např. ve filmech Star Trek: První kontakt (zde ztvárnila postavu Lily Sloaneové, asistentku Zeframa Cochranea), Co si ušít do výbavy či Prvotní strach, v letech 2005–2006 hrála Betty Applewhiteovou, pravidelnou postavu ve druhé sezóně seriálu Zoufalé manželky.